# Grande Rue (Besançon)
Pour les articles homonymes, voir Grande Rue.
La Grande Rue de Besançon est l'une des plus anciennes voies de la ville.

## Situation et accès
La rue traverse entièrement le quartier de La Boucle du nord au sud reliant Battant à Saint Jean. Du pont Battant jusqu'à la place du Huit-Septembre la circulation est quasiment interdite, après cette place, la circulation est très limitée.
Une centaine de commerces existent dans cette rue.
Voies adjacentes
En partant de l'ouest, la Grande Rue croise les voies suivantes :
- le quai Vauban ;
- le pont Battant ;
- la rue des Boucheries ;
- la rue Claude Pouillet ;
- la rue et la Place Pasteur ;
- la rue Luc Breton ;
- la rue d'Anvers ;
- la rue du Palais de justice ;
- la rue Jean-Jacques-Rousseau ;
- la place du Huit-Septembre ;
- la rue de la République ;
- la rue Moncey ;
- la rue de la Préfecture ;
- la rue de la Bibliothèque ;
- la rue Ronchaux ;
- la rue Ernest-Renan ;
- la rue et la Place Victor-Hugo.

Accès
La compagnie de bus Ginko gère le transport de la ville
- Les lignes  L3  L4  L6  10  Ginko Citadelle  desservent la rue (place du Huit-Septembre).

## Origine du nom
Son nom est dérivé de son appellation de l'époque gallo-romaine, magnus vicius, en latin (comme beaucoup d'autres villes)

## Historique
Elle a été rénovée en 2008, du pont Battant à la place du Huit-Septembre, et en 2010 du croisement avec la rue de la Préfecture à la place Victor-Hugo.
Le double-sens cyclable a été autorisé de la place du Huit-Septembre à la place Victor-Hugo en avril 2011. Depuis, elle peut être parcourue sur toute sa longueur dans les deux sens par les cyclistes.

## Bâtiments remarquables et lieux de mémoire
- La majorité des bâtiments de la Grande Rue sont protégés, de très nombreuses statues ornent les bâtiments.
- Voir Place du Huit-Septembre

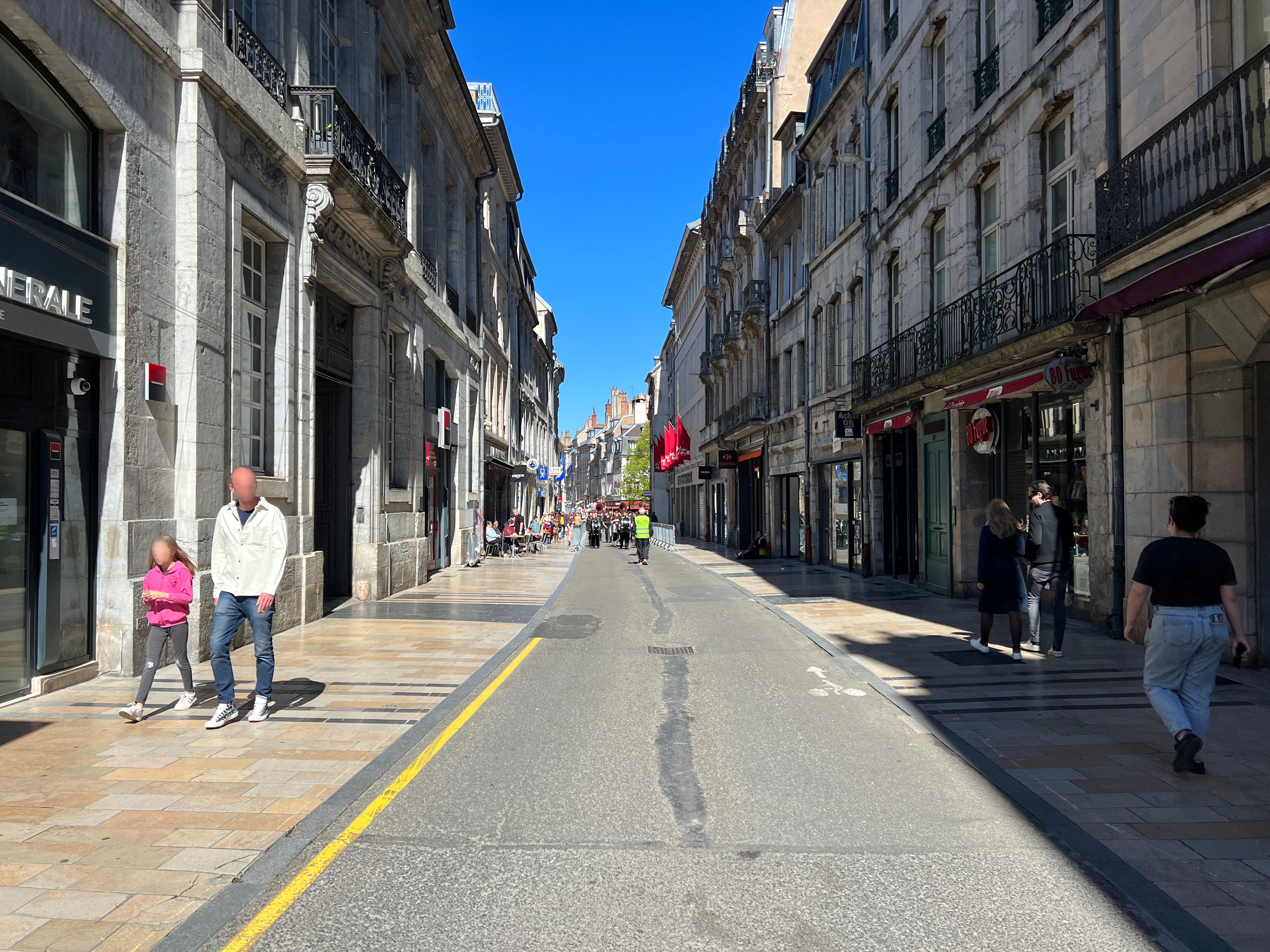
La rue vue depuis le carrefour rue Moncey.
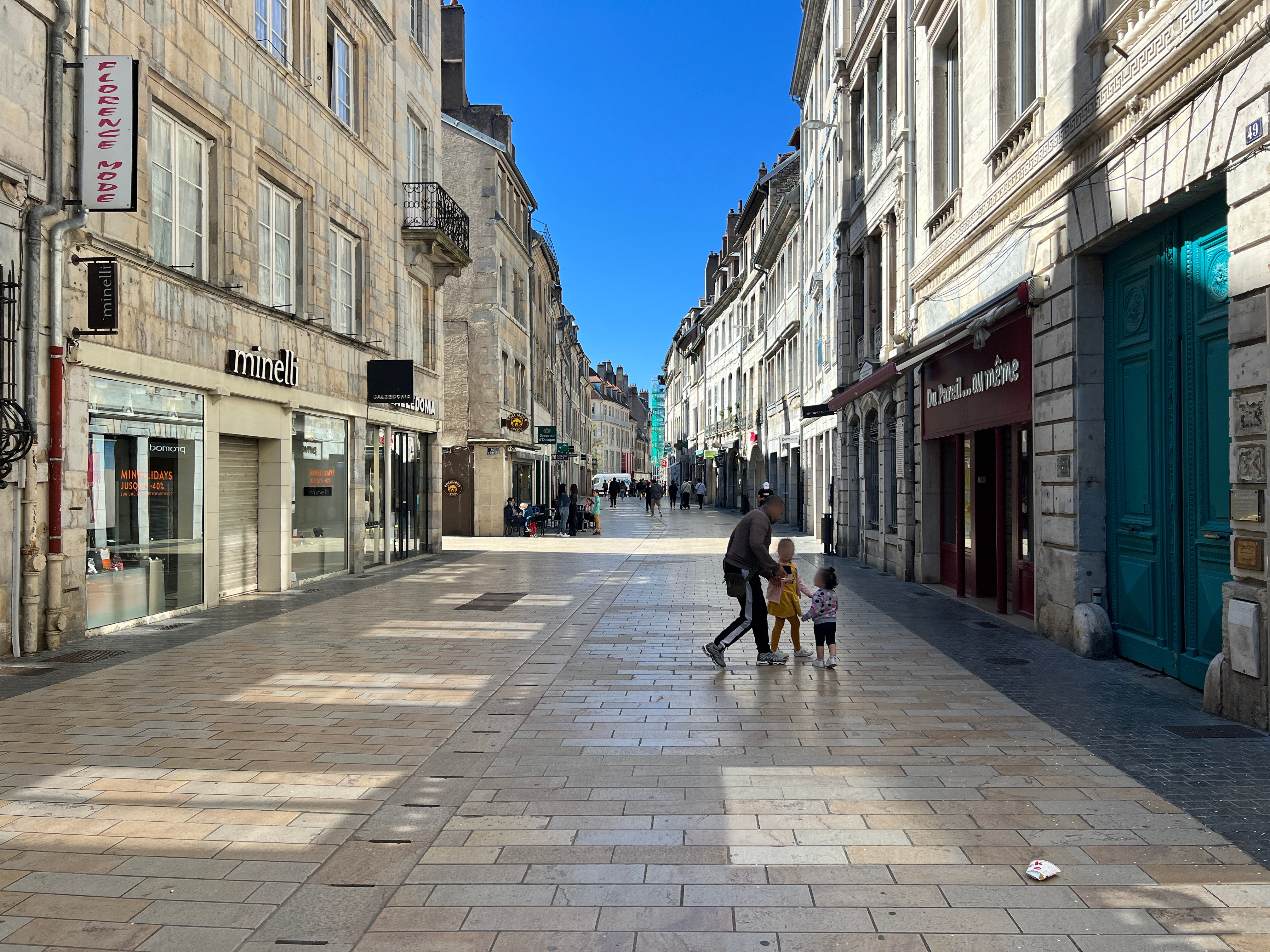
La rue au carrefour rue d'Anvers.
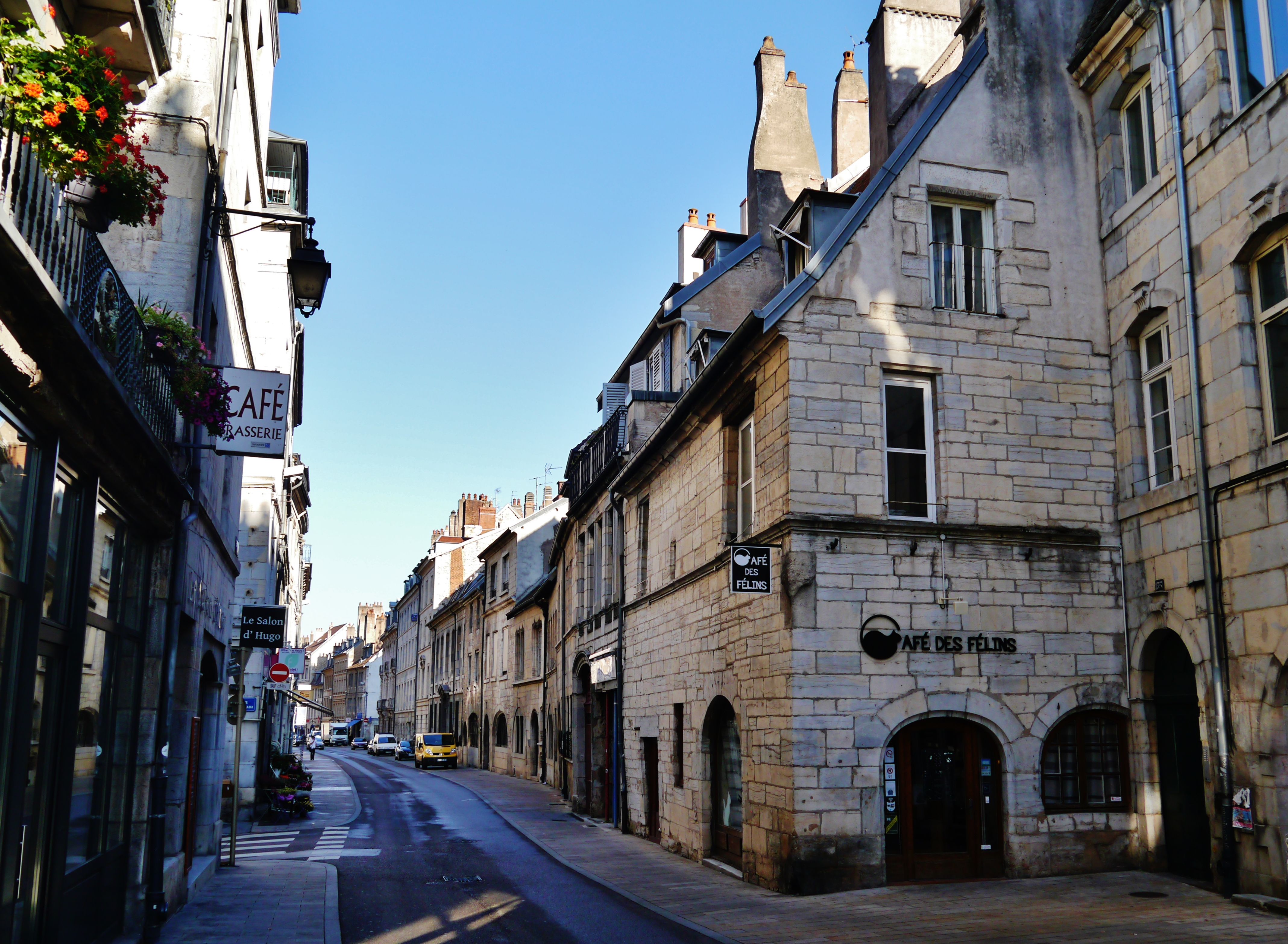
La rue au carrefour rue Ronchaux.

### Personnalités liées au secteur
Sont nés Grande-Rue :
- Charles Fourier, à l'angle de la Grande-Rue et de la rue Moncey ;
- Tristan Bernard, au numéro 23 ;
- Joseph Droz, au niveau de la place devenue Place Louis Pasteur ;
- Victor Hugo, au niveau de la place devenue place Victor-Hugo
- Auguste et Louis Lumière, au niveau de la place devenue place Victor-Hugo ;

Ont vécu Grande-Rue :
- Charles Nodier, au niveau de la place devenue place Victor-Hugo ;
- Gustave Courbet, au niveau de la place devenue place Victor-Hugo ;
- Jean Chaffanjon, au numéro 74 ;
- Joseph Petitbrouhaud, au numéro 15 ;
- Edmond Gagnepain, au numéro 9.